# Wapen van Brakel (Oost-Vlaanderen)
Het Wapen van Brakel is het heraldisch wapen van de Oost-Vlaamse gemeente Brakel. Het wapen werd op 8 juli 1986, per ministerieel besluit, aan de gemeente toegekend.

## Geschiedenis
Na de laatste fusie in 1976 besloot men om het in 1947 aan Opbrakel toegekende wapen zonder de buitenversierselen over te nemen. Men had zich voor dit wapen gebaseerd op een zegelafdruk uit 1769 van de heerlijkheid en parochie Opbrakel dat met vier kepers beladen schild toonde, waarvan wordt vermoed dat het teruggaat op het wapen van ridder Daniel of Daneel van Brakel (een afstammeling van de burggraven van Kortrijk), daar een wapenzegel van deze uit 1276 vier kepers toont waarvan de bovenste evenwel met afgesneden top is.
Er was enige onduidelijkheid over de gebruikte kleuren, maar Jean Lautte (1567) en Philippe de l'Espinoy (1632) meenden beiden dat het om in keel vier kepers van zilver ging en werden daarin gevolgd door Johannes Rietstap. Omdat bij deze het aantal keepers ook overeenkwam met dat op het schepenzegel uit 1769, werd beslist ook de door hen voorgestelde kleuren aan te nemen.

## Blazoen
Het huidige wapen heeft de volgende blazoenering:
In keel vier kepers van zilver.— Ministerieel Besluit van 8 juli 1986.